# 桑日麻乡
桑日麻乡，是中华人民共和国青海省果洛藏族自治州达日县下辖的一个乡镇级行政单位。

## 行政区划
桑日麻乡下辖以下地区：
向阳牧委会、东风牧委会、红旗牧委会和前进牧委会。